# Little Miss Obsessive
Little Miss Obsessive è il secondo singolo estratto dal terzo album della cantante statunitense Ashlee Simpson. La canzone è stata pubblicata rapidamente come un ufficiale singolo da Geffen Records a metà febbraio, due mesi prima dell'uscita dell'album completo Bittersweet World. "Little Miss Obsessive" è accompagnato dalla voce del cantante Tom Higgenson dei Plain White T's. La canzone è una traccia a medio-tempo che risale allo stile musicale di Ashlee maggiormente sentito come Pop/Rock per la quale lei è soprattutto nota.

## Pubblicazione
Il singolo è diffuso su radio mainstream il 18 marzo 2008.
La Simpson ha debuttato con "Little Miss Obsessive" al KISS FM DreX Morning Show a Chicago il 21 febbraio.
"Little Miss Obsessive" è stata confermata come singolo il 25 febbraio nell'intervista con TRL e dal suo sito ufficiale, il quale l'ha chiamata; il primo ufficiale singolo dell'album La Simpson ha detto a TRL che starebbe preparando una videoclip per questa canzone dopo aver finito il suo attuale tour il 15 marzo 2008.
In un'intervista su The Sauce il 27 febbraio, la Simpson ha detto che amava la voce di Higgenson e pensava che lui era "la persona perfetta per la canzone". Ha anche detto che ha ideato nel video del brano delle "porte scorrevoli, effetto Eternal Sunshine".
Come promozioni per la pubblicazione di Bittersweet World il 22 aprile 2008, la Simpson si è esibita con "Little Miss Obsessive" ai Total Request Live di MTV il 15 aprile. Inoltre si è anche esibita al The TODAY Show il 18 aprile, così come al The Tonight Show con Jay Leno il 21 aprile. Ashlee ha anche esibito la canzone al The Ellen Degeneres Show e al Dance on Sunset.

## Classifica
Nella settimana del 29 marzo 2008, "Little Miss Obsessive" ha debuttato alla numero settantadue nel Canadian Hot 100. È arrivata alla numero 28 su iTunes Top 100 dopo un aumento dei downloads nella settimana dell'uscita di Bittersweet World. La canzone ha anche cominciato a raccogliere passaggi radio, ed è rimasta stabile nella Top 75 su Mediabase. La canzone ha venduto oltre 43 000 downloads legali dal 1º maggio, 2008.
| Classifica (2008)                | Posizione Top |
| -------------------------------- | ------------- |
| Canadian Hot 100                 | 72            |
| U.S. Billboard Hot 100           | 96            |
| U.S. Billboard Hot Digital Songs | 51            |
| U.S. Billboard Pop 100           | 67            |
| U.S. iTunes Pop 100              | 45            |
| Canadian iTunes Hot 100          | 63            |
| U.S. Mediabase                   | 63            |
| Canadian iTunes Pop 100          | 23            |
| U.S. Hot Dance Club Play         | 26            |